# Chiesa di San Mena di Samatya
San Mena (in greco Ἄγιος Μηνάς?, Ágios Minás, in turco: Ayios Minas Kilisesi) è una chiesa greco ortodossa sita a Istanbul. L'edificio fu costruito nel 1833 nei pressi di un antico martyrion cristiano del IV o V secolo, forse dedicato ai santi Carpo e Papilo (in greco Μονὴ τῶν ἁγίων Κάρπου καὶ Παπὺλου?, Monì ton Agíon Kárpou kai Papýlou), e sul sito di un'antica chiesa dedicata a Hagios Polykarpos. La chiesa moderna ha la stessa dedica di una vicina fonte d'acqua sacra (in greco: Hagiásma, in turco: Ayazma).

## Ubicazione
La chiesa si trova a Istanbul, nel distretto di Fatih, nella mahalle di Kocamustafapaşa (storicamente Samatya), a Bestekar Hakkı Sokak. Essa è situata all'interno della città murata, in una posizione elevata a poca distanza dalla riva del Mar di Marmara. L'edificio è protetto da un alto muro. Il martyrion si trova sotto la chiesa, su İmrahor İlyasbey Caddesi, e nel 2010 ospitava un fabbro ferraio e un negozio di autolavaggio. Esso è in uno stato fatiscente. Di fronte al martyrion c'è una sorgente sacra dedicata a San Mena.

## Storia

### Periodo bizantino
Secondo i Padri della Chiesa, nel IV secolo l'imperatrice Flavia Giulia Elena, madre di Costantino I, autorizzò la costruzione di un martirio e un monastero dedicato ai santi Karpos e Papylos ai piedi della ripida parete sud-occidentale dello Xeropholos (parte della settima collina di Costantinopoli e in quel momento, prima della costruzione del muro teodosiano, ancora fuori dalle mura della città). Karpos e Papylos erano stati martirizzati insieme ai santi Agathodorus e Agathonice a Pergamo sotto Decio nel 251. Si diceva che l'edificio avesse la stessa pianta di quello eretto sul sepolcro di Cristo a Gerusalemme e che fosse rivestito di marmo. Sebbene il coinvolgimento di Elena sia tutt'altro che certo, e la sua dedica possa essere sicuramente esclusa, la presenza di diversi martyria nella zona è attestata. Inoltre, la struttura rotonda esistente sotto la chiesa moderna risale al quarto o quinto secolo e ha la forma tipica di un martyrion. Un convento di suore fu costruito qui in un secondo momento durante l'età bizantina, ma in ogni caso prima del decimo secolo. In effetti, da quel momento e almeno fino al XII secolo ci sono testimonianze sull'esistenza di un monastero femminile dedicato ai santi Karpos e Papylos nelle vicinanze del Palazzo cosiddetto di Elena (Helenianai).

### Periodo ottomano e turco
Dopo la conquista ottomana di Costantinopoli nel 1453, il complesso rimase sotto il controllo greco. Nel 1604 ci sono riferimenti all'esistenza di una chiesa a cupola dedicata a San Policarpo e di un'Ayazma dedicata a San Mena. Questa chiesa fu distrutta nel grande incendio di Samatya del 1782 e ricostruita nel 1833 dall'architetto Konstantis Yolasımmazis, con denaro raccolto attraverso un'offerta dell'assemblea locale della Mahalle con il consenso del Sultano Mahmud II (1808-1839). La nuova chiesa fu dedicata a San Mena, come la vicina Ayazma. Nel 1878/9 sotto la chiesa vennero trovate quattro tombe antiche. L'edificio fu danneggiato durante il Pogrom d'Istanbul del 6 settembre 1955, ma da allora è stato restaurato. Esso è ancora aperto al culto e può essere visitato.

## Descrizione

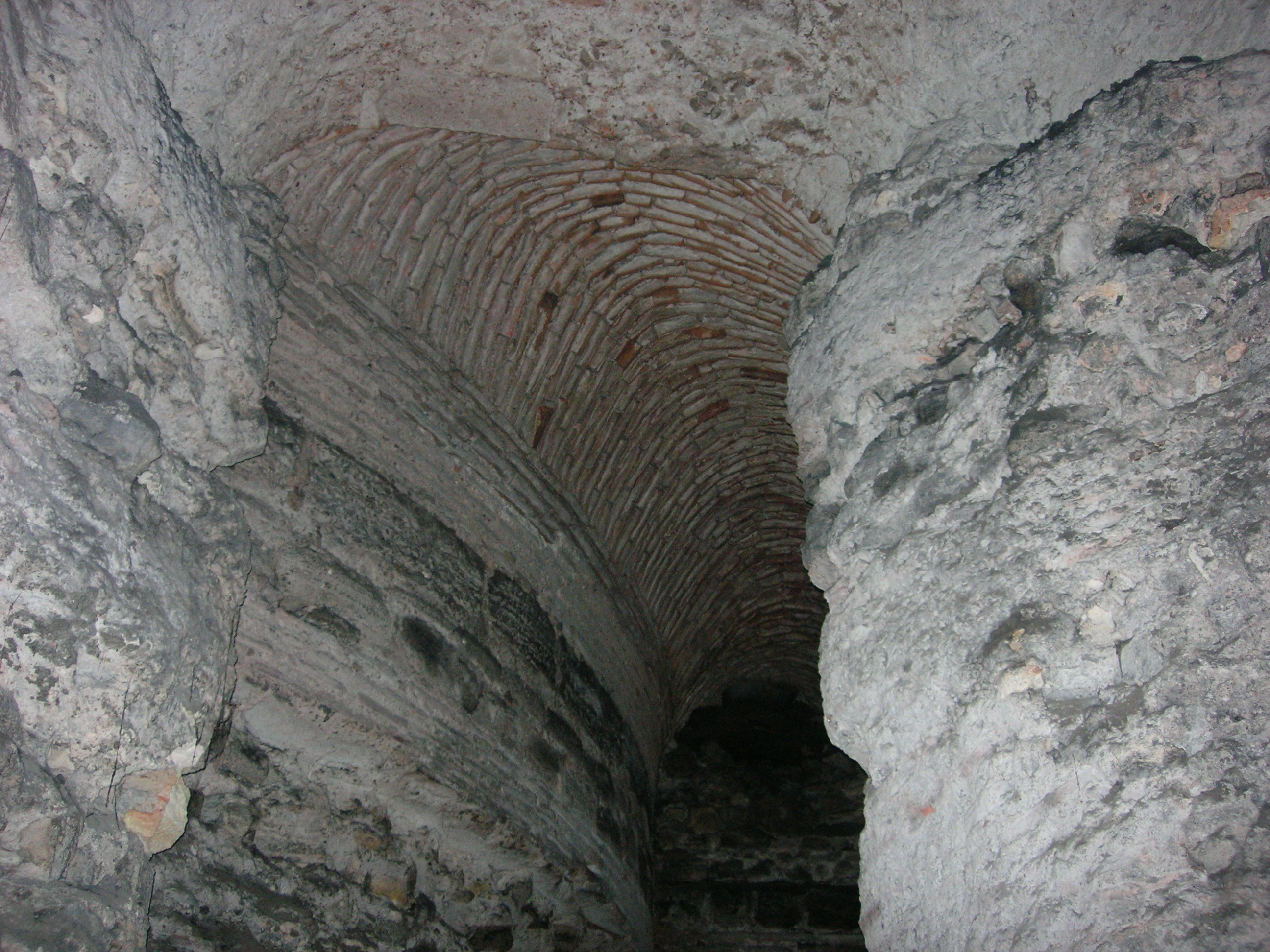
Visione ravvicinata della volta del corridoio a forma di ferro di cavallo del martyrion

La chiesa attuale è un edificio rettangolare con pianta basilicale, con una lunghezza di circa 20 metri, una larghezza di 13 metri e un'altezza di 9 metri. Esso è orientato in direzione est-ovest, e ha un ingresso laterale e un campanile. L'interno è diviso in tre navate. I dipinti nella parte superiore dell'iconostasi contengono immagini con episodi della vita di Gesù Cristo; quelli nella parte inferiore, diversi Santi, Gesù Cristo e la Vergine Maria. Sulle pareti dell'ambone sono dipinti Cristo con gli Evangelisti. La Naos è decorata con immagini del Cristo Pantocratore. Nulla rimane dell'antica chiesa bizantina.
Il Martyrion, che si trova sotto la chiesa e dietro una stazione di servizio, ospita attualmente due negozi, un fabbro ferraio e un autolavaggio. Vi si può accedere attraverso un'apertura moderna ottenuta ingrandendo un'antica finestra. La struttura originale era una rotonda con un cerchio interno di colonne che sostenevano una cupola. La camera centrale è una stanza coperta da una cupola ribassata in mattoni con un'altezza di 5,70 metri e un diametro di 12 metri. Questa stanza è parzialmente coperta da un deambulatorio di 2,5 metri di larghezza e 7,5 metri di altezza, a forma di ferro di cavallo. La stanza a est dà accesso a un bema rettangolare. Questo ha alla sua destra i resti di una scala a chiocciola, probabilmente usata in passato per raggiungere la chiesa superiore, e alla sua sinistra una cella con un'abside. L'Hagiasma esiste ancora e si trova di fronte al Martyrion.